# مجسمه لنین در ایستگاه فنلاند
مجسمه لنین در ایستگاه فنلاند در سن پترزبورگ یکی از مشهورترین مجسمه‌های ولادیمیر لنین در روسیه است. این مجسمه که در سال ۱۹۲۶ ساخته شد، یکی از اولین مجسمه‌های بزرگ لنین بود که ظرف سه سال پس از مرگش تکمیل شد. این مجسمه مردی را نشان می‌دهد که کمی پس از ورودش به ایستگاه در سال ۱۹۱۷ از تبعید به خارج از کشور، از بالای یک ماشین زرهی سخنرانی می‌کند. این مجسمه توسط مجسمه‌ساز سرگئی آ. اوسیف و معماران ولادیمیر شوکو و ولادیمیر هلفریچ به سبک سازه‌گرایی اولیه طراحی شده است. سبک و حالت مجسمه توسط آثار بعدی تقلید شده است. این مجسمه یکی از معدود مجسمه‌های سن پترزبورگ است که پس از سقوط اتحاد جماهیر شوروی باقی مانده است. این مجسمه در یک حمله بمب‌گذاری در سال ۲۰۰۹ آسیب دید، اما از آن زمان تاکنون تعمیر شده است.

## لنین در ایستگاه فنلاند

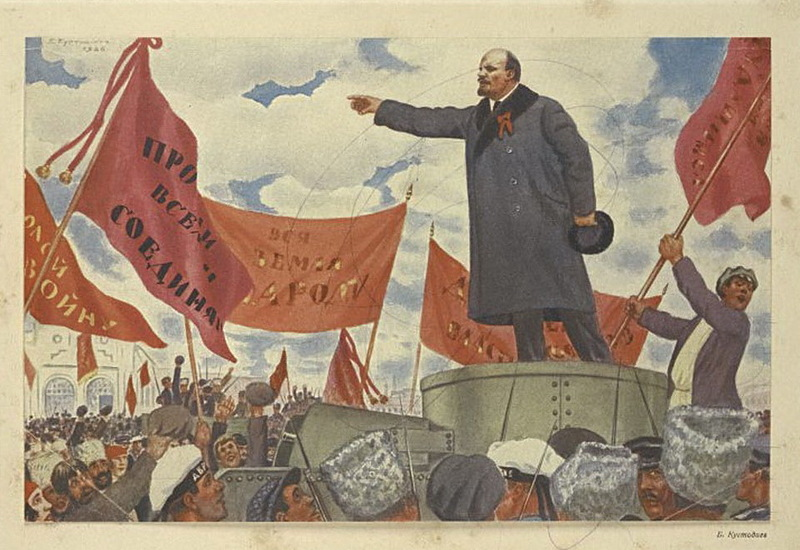
تصویری از لنین که از بالای یک ماشین زرهی صحبت می‌کند و الهام‌بخش ساخت مجسمه بوده است

ولادیمیر لنین، رهبر انقلابی روسیه، در طول جنگ جهانی اول در سوئیس در تبعید زندگی می‌کرد. پس از انقلاب فوریه، مقامات آلمانی به او اجازه دادند تا با قطار مهر و موم شده از طریق خاک آلمان و از طریق سوئد بی‌طرف به پتروگراد (که در آن زمان سن پترزبورگ نامیده می‌شد) سفر کند. با رسیدن به ایستگاه فنلاند این شهر، با جمعیتی از هواداران بلشویک‌ها روبرو شد و از برجک یک ماشین زرهی بالا رفت. او با ماشین به ستاد بلشویک‌ها در کاخ کشینسکایا رفت و سخنرانی‌ای در حمایت از بلشویسم و محکوم کردن منشویک‌های میانه‌رو و حزب انقلابی سوسیالیست ایراد کرد. پس از جنگ داخلی روسیه، لنین رهبری اتحاد جماهیر شوروی کمونیستی را بر عهده داشت، اما در ۲۱ ژانویه ۱۹۲۴ بر اثر سکته مغزی درگذشت

## مجسمه

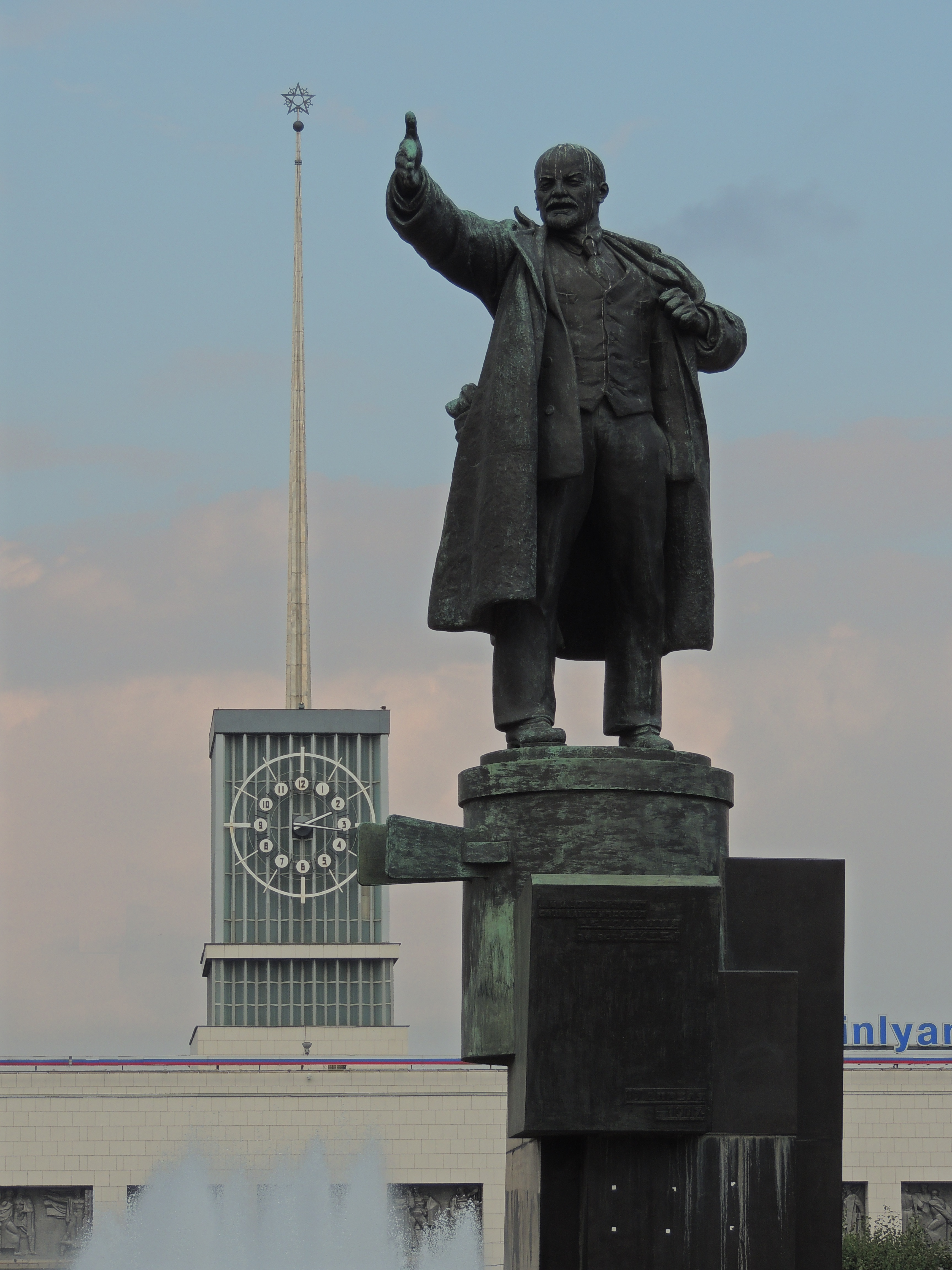
جزئیات مجسمه، با ایستگاه در پشت آن

این مجسمه که در سال ۱۹۲۶ ساخته شد، یکی از اولین مجسمه‌های بزرگ لنین است که در اتحاد جماهیر شوروی ساخته شده است، اگرچه مجسمه‌ای در ولگوگراد قبل از آن ساخته شده است. این مجسمه، لنین را در حال سخنرانی از بالای ماشین زرهی نشان می‌دهد. این مجسمه توسط مجسمه‌ساز سرگئی آ. اوسیف و معماران ولادیمیر شکوکو و وی.جی. گلفریش به سبک اولیه ساخت‌گرایی ساخته شده است. این مجسمه از برنز ساخته شده است در حالی که پایه آن که نمایانگر ماشین زرهی است، از سنگ است.
این مجسمه، لنین را با کت و شلوار و کراوات، جلیقه و پالتو، که لباس‌هایی مرتبط با موقعیت بعدی او به عنوان رهبر اتحاد جماهیر شوروی هستند، به جای لباس او در سال ۱۹۱۷ به عنوان یک رهبر انقلابی، به تصویر می‌کشد. مانند سایر تصاویر لنین از این دوره، او سر برهنه به تصویر کشیده شده است (کلاه او در جیب سمت راست پالتو قرار گرفته است). لنین با دست راست خود که تا ارتفاع شانه بالا آمده، کف دست به جلو و انگشت شست بالا کشیده شده، به تصویر کشیده شده است. این حالت «تماس تاکسی» در بسیاری از مجسمه‌های لنین رایج است، اگرچه لورا بونل، استاد برکلی، اظهار می‌کند که این تصویر با نسخه‌های بعدی متفاوت است، زیرا بازوی لنین برای نشان دادن یک حرکت جهت‌دار استفاده می‌شود، نه برای دعا به توده مردم. دست چپ مجسمه، یقه پالتو و کت و شلوار لنین را گرفته است. این بنای یادبود توسط استاد آکسفورد، پنلوپه کرتیس، به عنوان «اولین بنای یادبود مهم» لنین توصیف شده و سبکی را ایجاد می‌کند که توسط مجسمه‌های بعدی بسیار تکرار شده است. جوزف برودسکی این مجسمه را اولین مجسمه‌ای می‌دانست که شخصی را بر فراز یک ماشین زرهی به تصویر می‌کشد و آن را با سنت مجسمه‌های سوار بر اسب رهبران پیشین مقایسه می‌کرد.

## تاریخچه
این مجسمه در ۷ نوامبر ۱۹۲۶ رونمایی شد. در ابتدا در یک میدان کوچک در مقابل ایستگاه قرار داشت، اما پس از بازسازی میدان پس از جنگ جهانی دوم و ایجاد یک میدان جدید و بزرگتر لنین، به موقعیت جدیدی منتقل شد. این مجسمه رو به رودخانه نوا و بولشوی دام، که قبلاً مقر کاگ‌ب در شهر بود و اکنون توسط سرویس امنیتی فدرال استفاده می‌شود، قرار دارد. تا سال ۱۹۷۹، هر ایستگاه در لنینگراد (پتروگراد پنج روز پس از مرگ لنین دوباره تغییر نام داد) یک مجسمه یا نیم‌تنه از لنین داشت. پس از سقوط اتحاد جماهیر شوروی در سال ۱۹۹۱، اکثر این مجسمه‌ها تخریب شدند. مجسمه ایستگاه فنلاند یکی از معدود مجسمه‌هایی است که باقی مانده و یکی از مشهورترین مجسمه‌های این کشور است.
ساعت ۴:۳۰ صبح اول آوریل ۲۰۰۹، مجسمه مورد حمله بمب قرار گرفت. سوراخی به ابعاد ۸۰–۱۰۰ سانتیمتر (۳۱–۳۹ اینچ) به باسن مجسمه ضربه زده شد. مهاجمان هرگز دستگیر نشدند. مجسمه برای تعمیر برده شد و در آوریل ۲۰۱۰ دوباره نصب شد.

## نگارخانه

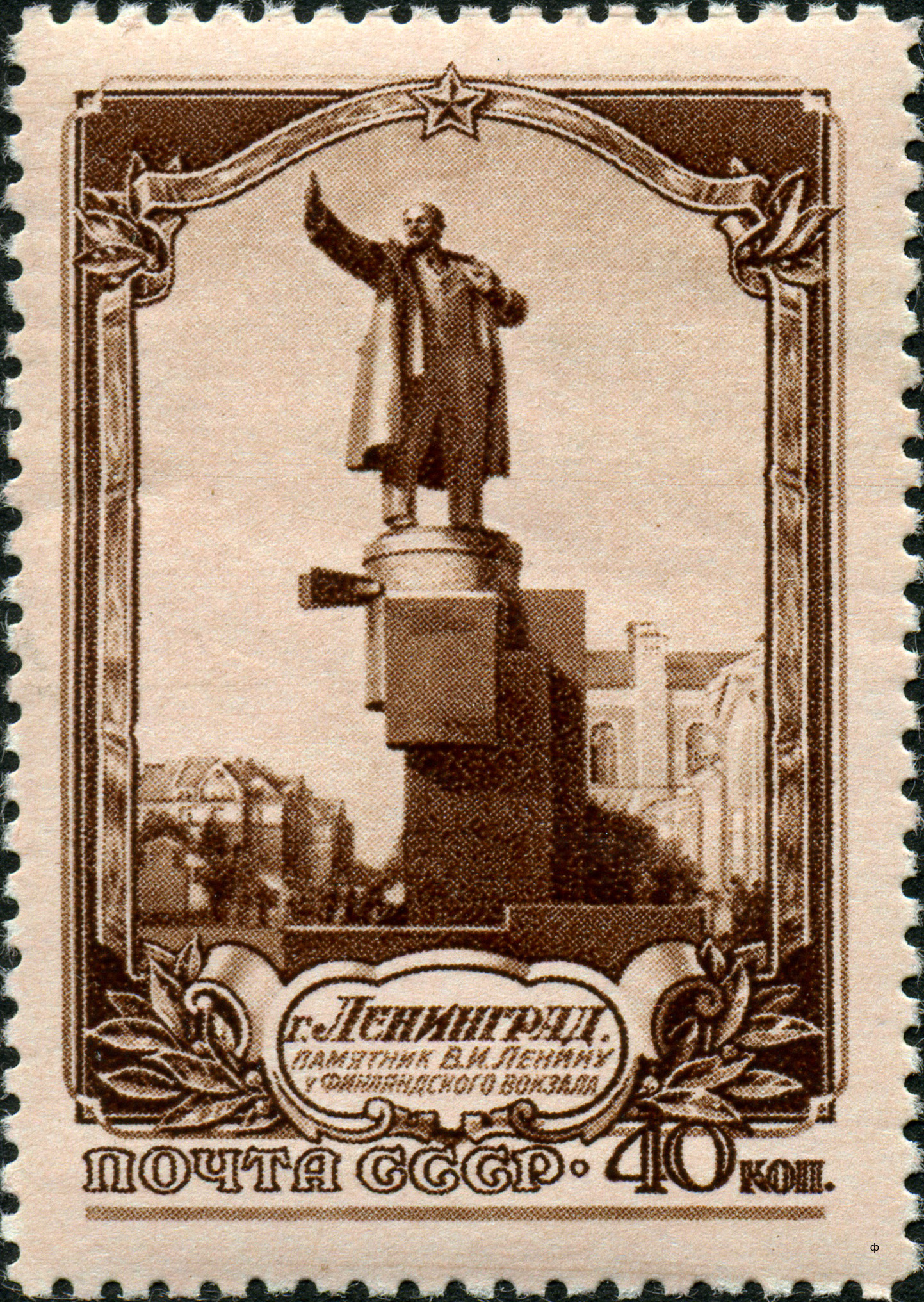
روی تمبری از دوران شوروی
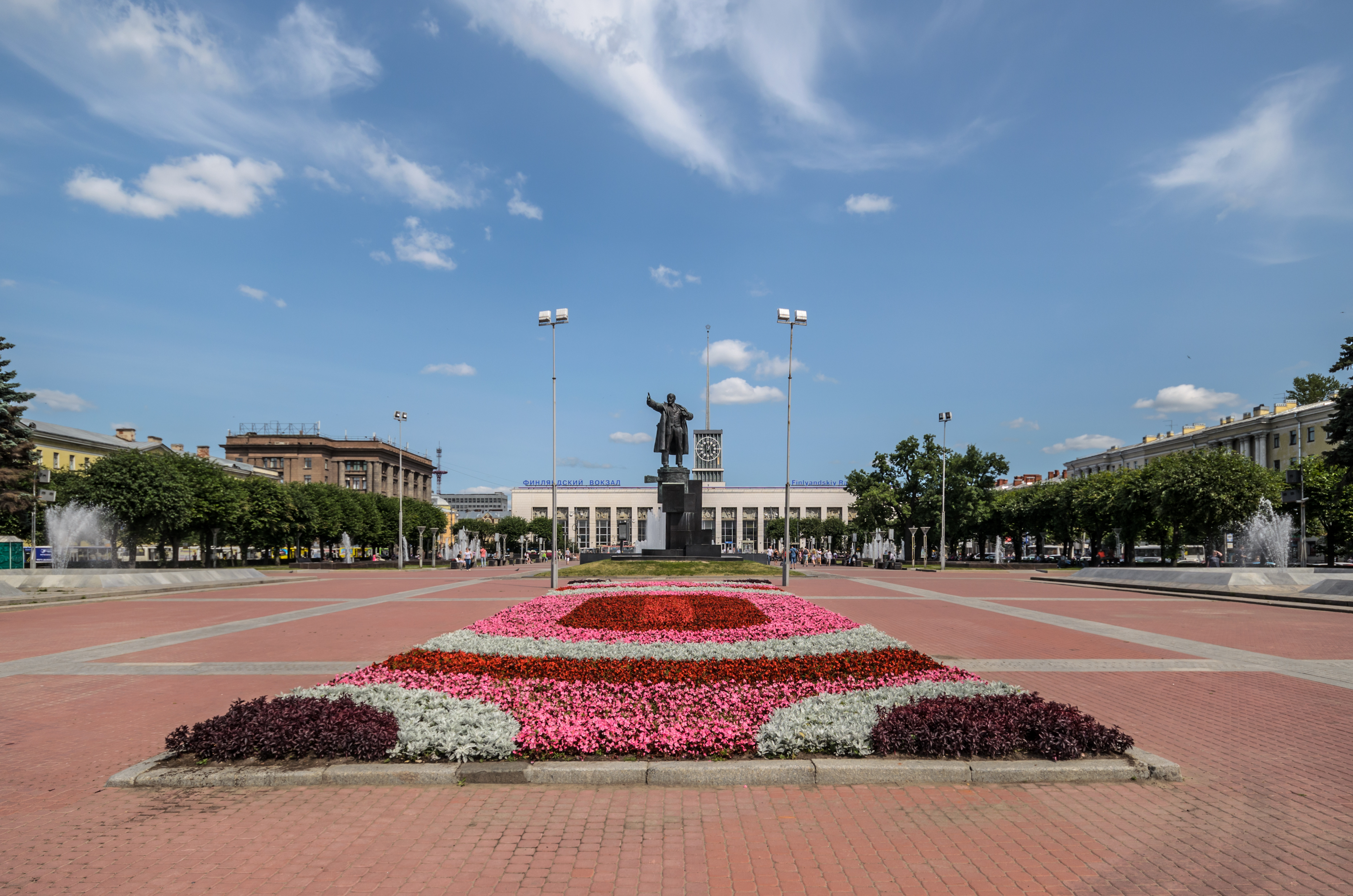
موقعیت مکانی در میدان لنین
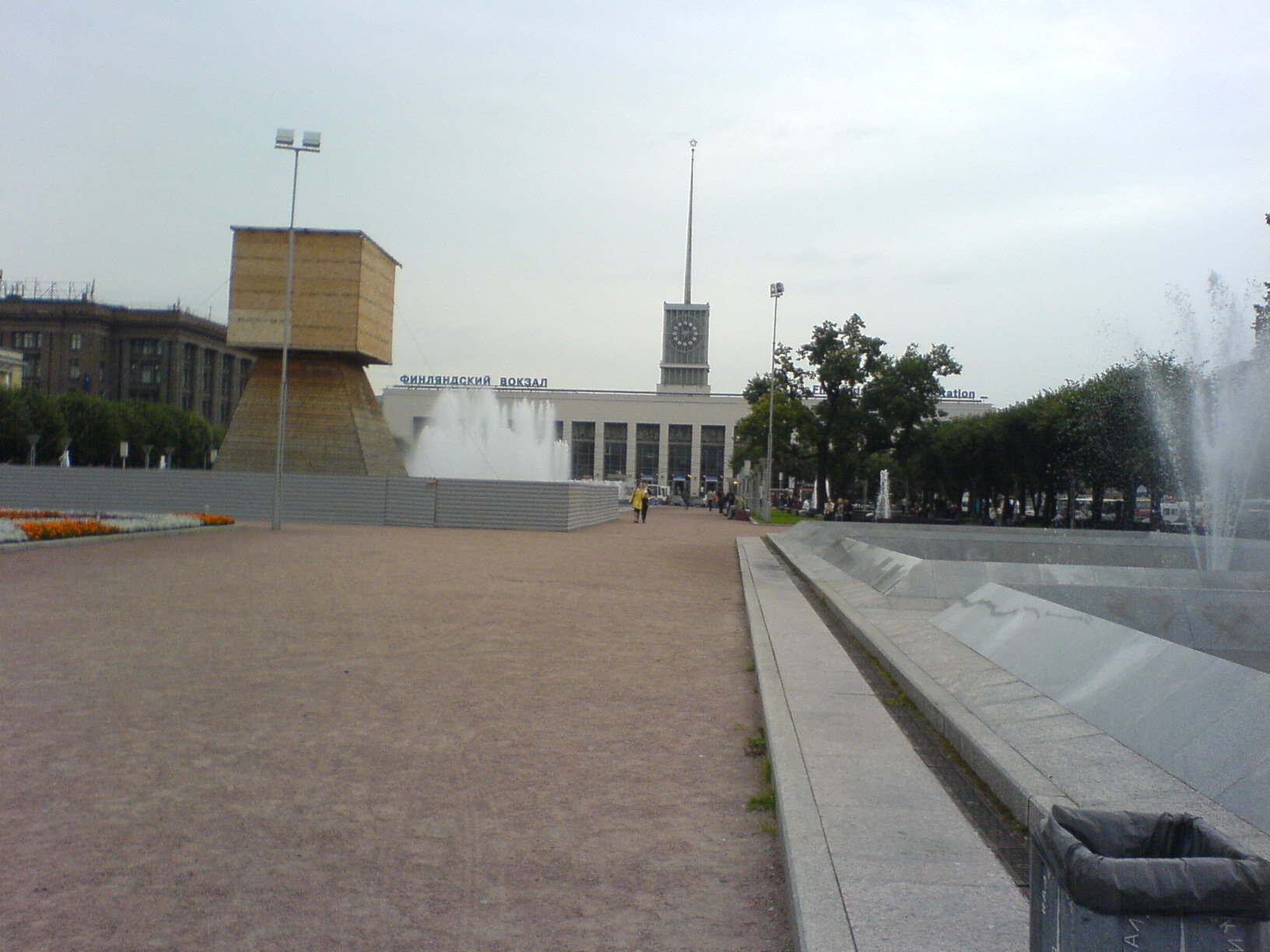
پایه تخته کوبی شده و مجسمه در سال ۲۰۰۹ برداشته شد
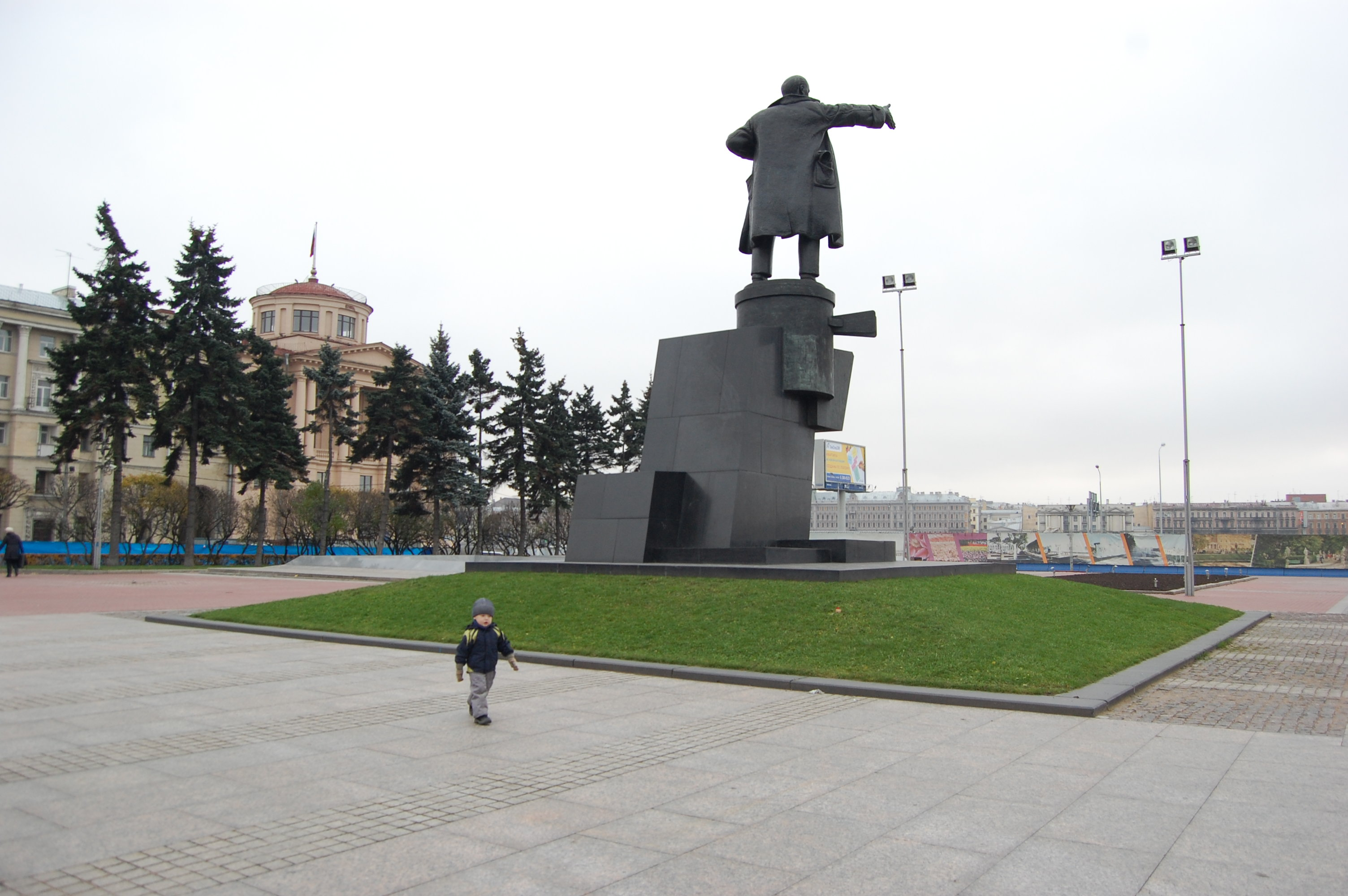
پشت مجسمه